# Адамова, Ида Вартановна
Ида Вартановна Адамова (Адамьянц, Адамофф фр. Ida Adamoff, арм. Իդա Ադամյանց, 25 июня 1910, Москва, Российская империя — 5 июня 1993, Париж, Франция) — французская теннисистка. С начала 1930-х годов она вошла в число лучших теннисисток Франции. 

## Биография
Родилась в семье Вартана Адамянца в 1910 году.
После революции 1917 года её семья эмигрировала во Францию. Теннисом она начала заниматься в Париже.
С начала 1930-х годов Адамофф вошла в число лучших теннисисток Франции. В это время она принимала участие в открытых чемпионатах многих европейских стран. Среди её главных достижений — победы на открытом чемпионате Испании в 1929 и 1930 годах, в Нидерландах и Берлине в 1931 году, в Италии и Румынии в 1932 году. На Уимблдонском турнире и Открытом чемпионате Франции Адамофф дошла до третьей ступени в одиночном разряде и до финала в парном разряде.
Спортивную карьеру Адамофф завершила в конце 1930-х годов, но спорт не оставила. Известно, что некоторое время она работала тренером.
Скончалась в 1993 году в возрасте 82 лет. Похоронена на кладбище Пасси в Париже.